# Helicina (genre)
Genre
Helicina est un genre d'escargots terrestres des Tropiques. Ses espèces sont répandues aux Amériques, du Brésil aux États-Unis et aux Antilles. Il existe aussi deux espèces dans le Pacifique, une aux Fidji et une aux Tonga.
Toutes ces espèces possèdent un opercule.

## Quelques espèces
Parmi les très nombreuses espèces :
- Helicina clappi Pilsbry, 1909
- Helicina convexa (Pfeiffer, 1849)
- Helicina orbiculata (Say, 1818)
- Helicina platychila (Megerle von Mühlfeld, 1824)